# Macrorhynchia similis
Macrorhynchia similis är en nässeldjursart som först beskrevs av Nutting 1905.  Macrorhynchia similis ingår i släktet Macrorhynchia och familjen Aglaopheniidae. Inga underarter finns listade i Catalogue of Life.